# Arte taifa

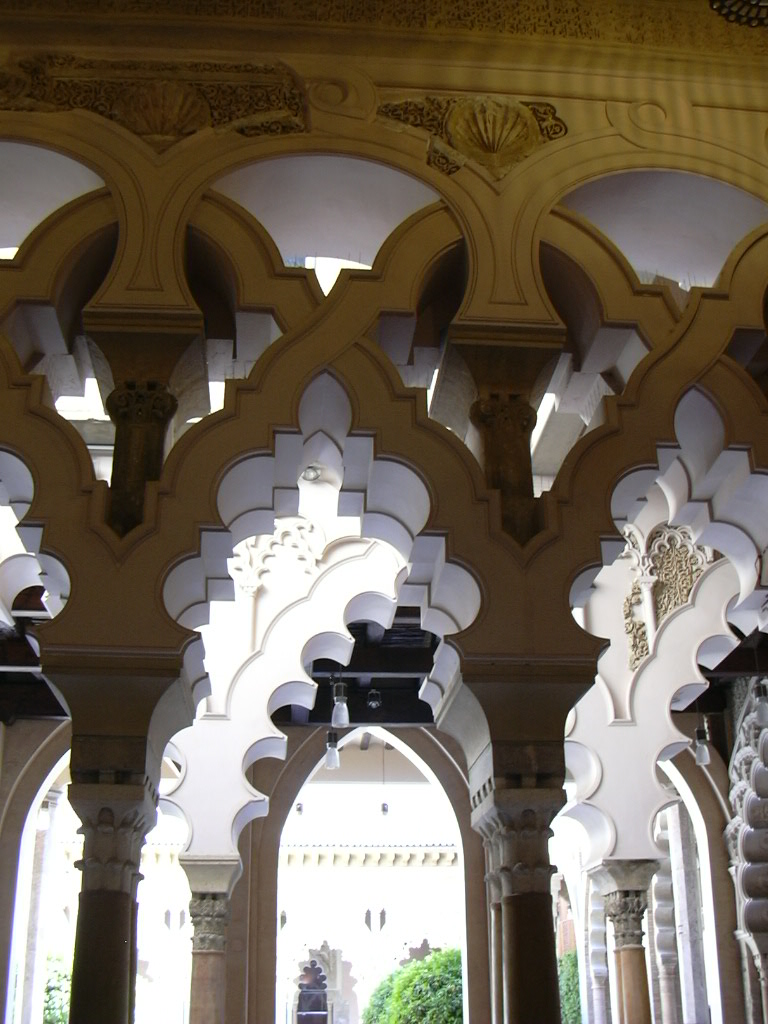
La Aljafería. Arcos mixtilíneos

La destrucción de la unidad política en la España medieval llevó a la abolición del califato cordobés en 1031 y a la creación de un mosaico de reinos independientes que fueron denominados taifas (de tawaifs, partidos, facciones).
Las rivalidades entre ellos, reivindicando la herencia del prestigio y la autoridad del Califato, constituyeron la tónica dominante del período. Esta situación se tradujo en el terreno artístico en la emulación de modelos cordobeses. Sin embargo, la dispersión de los régulos y la pobreza de recursos materiales en comparación con la época del califato, debido en gran medida a las continuas parias que pagaban a los reinos cristianos, produjo un arte de ostentación y de gran dispersión estilística, sin que se pueda determinar de modo preciso, unas constantes artísticas para el periodo taifal.
Dominó la arquitectura civil (palaciega y militar), frente a la religiosa en este periodo, que solo aporta ejemplos de mezquitas menores, como la Mezquita de las Tornerías de Toledo o la torre de la iglesia de San José de Granada, cuyo cuerpo inferior pertenece al alminar de la mezquita de al-Murabittun (ermitaños). Las taifas desarrollaron estilos propios a partir de la propia evolución manierista del arte hispanomusulmán y de influencias exteriores, pues es esta una época de abundante comercio y contactos con Oriente. Sin embargo, los materiales que se utilizaron fueron pobres, en consonancia con el menor poderío económico de los reyes taifas, que emplearon en la arquitectura fundamentalmente el ladrillo, el mampuesto, las yeserías y técnicas mixtas.
Se da una preferencia por lo ornamental: frente a las estructuras de arcos de herradura y peraltados, sostenidos sobre columnas con capiteles de herencia romana, ahora proliferan los arcos mixtilíneos (la gran novedad del periodo), polilobulados, los calados en las yeserías y la decoración de atauriques; capiteles más estilizados y ornamentales y columnas que ya no utilizan tan a menudo el mármol.
No se han conservado demasiados ejemplos de arquitectura del periodo de las primeras taifas. La mayor parte de los restos arquitectónicos existentes corresponden a la arquitectura militar, destacando las alcazabas de Málaga, Almería, Granada o Badajoz, que sin embargo, recibieron posteriormente aportes y remodelaciones, fundamentalmente de época almohade y nazarí. El único ejemplo homogéneo de arquitectura palaciega está representado por La Aljafería de Zaragoza, un palacio de recreo con aspecto fortificado que supuso la culminación del esplendor de la Taifa de Zaragoza.

## Arquitectura palaciega: La Aljafería

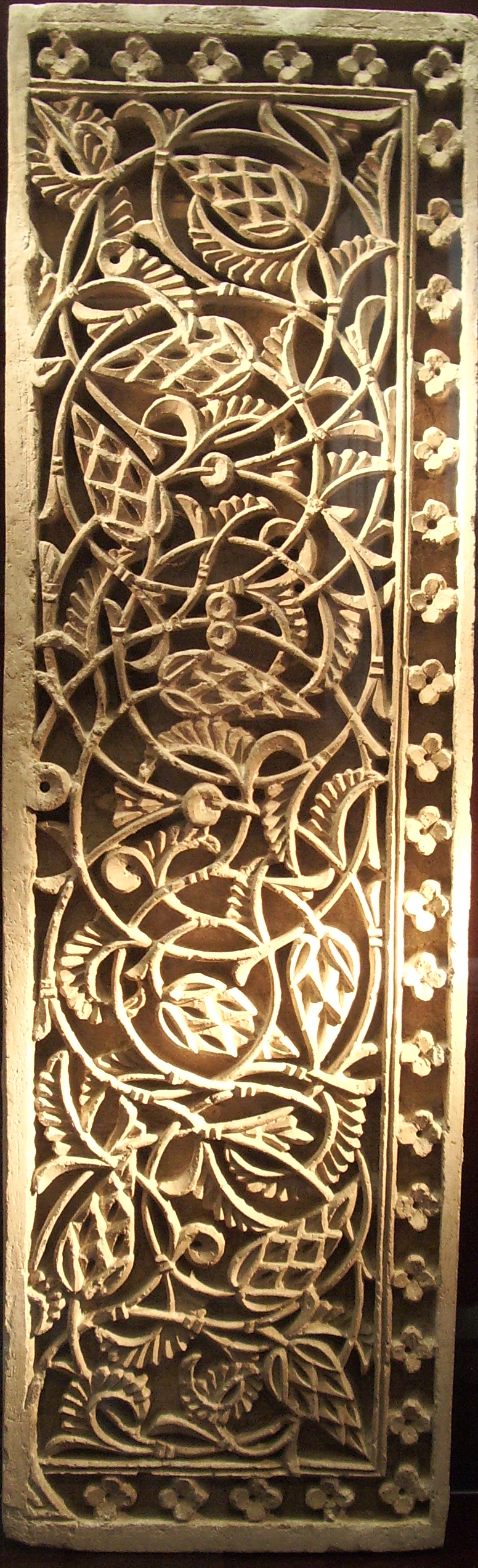
Atauriques.

Emparentada tipológicamente con el palacio omeya de Msatta (Jordania), adopta una organización tripartita donde cada uno de los sectores estaba dedicado a funciones diferenciadas. El sector central, de uso protocolario, está dominado por un patio rectangular cuyos lados menores iban ocupados por albercas, pórticos y estancias alargadas acotadas en los extremos por alcobas. Este esquema deriva, sin duda, de los modelos palatinos cordobeses.
A esta misma tradición responde el repertorio de arcos desplegado en el edificio, encontrando desde arcos lobulados, mixtilíneos, de herradura semicircular y apuntada a complejas organizaciones de arcos entrecruzados, superpuestos y contrapuestos. Todos ellos realizados con materiales de escaso costo pero revestidos de yeserías con motivos vegetales, geométricos y epigráficos buscando un efecto de fastuosidad y aparente riqueza.
Tras la reconquista de Zaragoza en 1118 por Alfonso I el Batallador pasó a ser residencia de los reyes cristianos de Aragón, con lo que la Aljafería se convirtió en el principal foco difusor del mudéjar aragonés. Fue utilizada como residencia regia por Pedro IV el Ceremonioso y posteriormente, en la planta principal, se llevó a cabo la reforma que convirtió estas estancias en palacio de los Reyes Católicos en 1492.
En 1593 experimentó otra reforma que la convertiría en fortaleza militar, primero según diseños renacentistas (que hoy se pueden observar en su entorno, foso y jardines) y más tarde como acuartelamiento de regimientos militares. Sufrió reformas continuas, y grandes desperfectos, sobre todo con los Sitios de Zaragoza de la Guerra de la Independencia hasta que finalmente fue restaurada en la segunda mitad del siglo XX y actualmente acoge las Cortes de Aragón.

## Arquitectura militar: las alcazabas

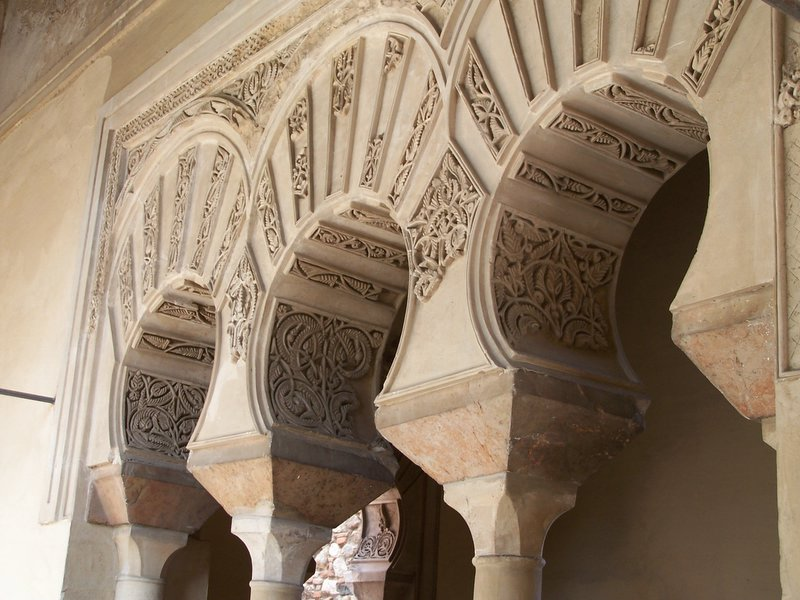
Arcos del de la Alcazaba de Málaga.

Las viejas alcazabas de los distintos reinos también asistieron a importantes remodelaciones.
Según el arquitecto restaurador, Leopoldo Torres Balbás, la Alcazaba de Málaga es el prototipo de la arquitectura militar del periodo taifa, con su doble recinto amurallado y gran cantidad de fortificaciones, siendo su único paralelo el castillo del Crac de los Caballeros, fortaleza levantada en Siria por los cruzados entre los siglos XII y XIII. Cuenta así mismo con un recinto palaciego de la taifa mālaquial que corresponden los palacios nazaríes y el palacio Taifa. Fue construida entre los siglos VIII y XI sirviendo algunos de sus patios como el de la alberca de inspiración para la realización (a mayor escala) de la Alhambra.[cita requerida]
Durante los periodos de los reinos de taifas la Alcazaba se convirtió en la sede del poder de la taifa de Málaga donde residían los califas de la dinastía Hammudi que llegó a controlar las coras de Málaga y de Algeciras así como una región al norte de África que incluía las ciudades de Tánger y Ceuta. En la Alcazaba se encuentran ejemplos de arcos de herradura, de medio punto y polilobulados; así como importantes ejemplos de yesería y cerámica decorativa.[cita requerida]
La Alcazaba de Almería fue fortificada con muros de tapial, construyéndose en su interior un palacio, al-Sumadihiyya, rodeado de jardines. En los casos de Toledo, Sevilla y Badajoz, reinos que pujaron más fuertemente por la herencia cordobesa, se conservan deslumbrantes testimonios de las crónicas árabes sobre sus palacios así como escasos fragmentos generalmente descontextualidados.
La vieja alcazaba de Granada, conocida como qadima (antigua), situada en la colina del Albaicín, se fortificó con torres cuadradas y redondas añadiéndole algunas puertas en recodo como la puerta Monaita y la puerta Nueva.

## Baños
Granada conserva unos baños conocidos como El Bañuelo, en la carrera del Darro, organizado en tres estancias de las cuales la central o templada adquiere, por razones de uso, unas mayores dimensiones. Baños muy similares conservan Toledo, Baza y Palma de Mallorca.

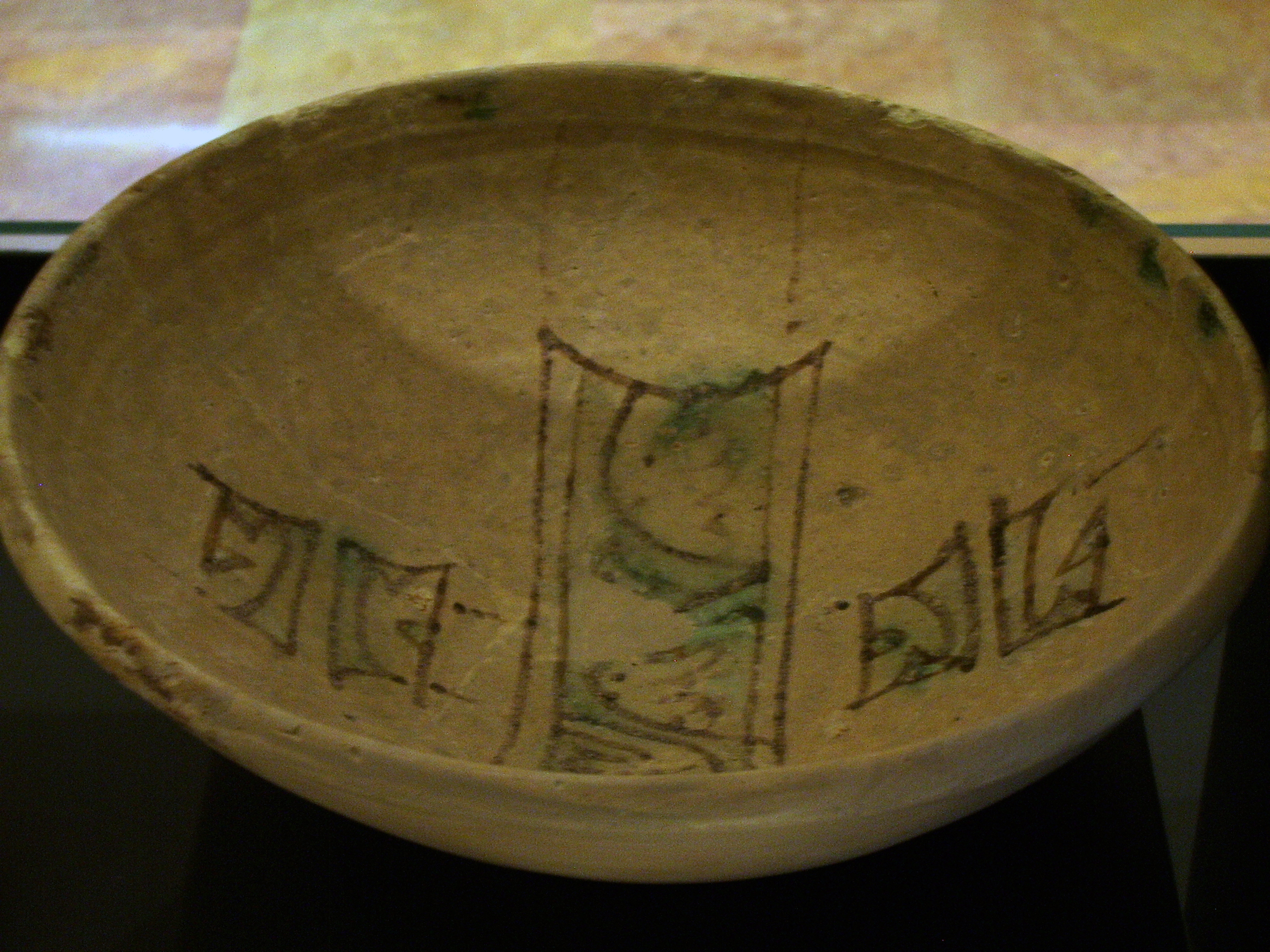
Cuenco de cerámica taifal..

## Artes suntuarias
Al igual que la arquitectura, las artes suntuarias siguieron la tradición cordobesa aunque el protagonismo fue adquirido por otros centros. Así la producción de marfil se trasladó al taller de Cuenca mientras que el prestigio en los textiles fue adquirido por el taller de Almería.
Por lo que respecta a la cerámica, se consolidó una técnica que había aparecido durante el califato pero que en estos momentos adquirió un gran desarrollo. Se trata de la cerámica de «cuerda seca» cuyas piezas se decoran con líneas de óxido de manganeso formando diferentes espacios que se rellenan con vidrio de diferentes colores.